# Мандалян, Элеонора Александровна
Элеоно́ра Алекса́ндровна Мандаля́н (англ. Eleonora Mandalian, арм. Էլեոնորա Մանդալյան; 6 августа 1939, Москва) — писатель, скульптор, художник, журналист, педагог.

## Биография
Родилась и окончила среднюю школу № 47 в Москве.
В 1959 году переехала в связи с замужеством в Ереван.
В 1964 году окончила Ереванскую Академию Искусств (бывш. Художественно-театральный институт), факультет скульптуры.
Работала на киностудии «Арменфильм» художником кино, затем художником-мультипликатором.
Скульптурные работы регулярно выставлялись на выставках Союза художников Армении. Параллельно 20 лет вела в обычной ереванской школе № 71 экспериментальные классы по керамике и прикладному искусству — по собственной методике и программе. Защитила диссертацию по педагогике (в Российской академии педагогических наук).
Имеет более трех десятков изданных книг в жанре научной фантастики и фэнтези – авторские сборники, участие в альманахах. В советское время печаталась в издательствах: «Детская Литература», М. – Мир приключений; «Молодая гвардия», М. – Фантастика; «Советский писатель. Олимп», М.; «Советский писатель» («Советакан грох»), Ереван; в журналах: «Искатель», М., «Наука и религия», М., «Литературная Армения, Ереван.
С 1964 и по сей день занимается журналистикой. В Ереване регулярно печаталась в центральной армянской газете «Коммунист» (статьи об искусстве и педагогике); в журнале «Литературная Армения» (художественные произведения); в детских журналах «Цицернак» и «Пионер» (иллюстрации, статьи); в юмористическом журнале «Возни» (карикатуры).
В 1990 году переехала с семьей (с мужем и двумя сыновьями) в Москву. Работала сценаристом в Госкино СССР (студия «Сирин»), затем — старшим научным сотрудником в НИИ художественного образования АПН.
С 1994 по настоящее время живёт с семьей в США, в Лос-Анджелесе. Работала редактором альманаха «Панорама» и вела в нём свою рубрику «Непознанное», затем — компьютерным дизайнером Института Биологических Имиджей в UCLA.
За годы пребывания в Америке Элеонорой Мандалян написано свыше тысячи статей для русскоязычных газет и журналов. В их числе: «Аргументы и факты», «Комсомольская правда», армянская газета «Ноев Ковчег» (Москва), «Новое русское слово» (Нью-Йорк), «Панорама» (Лос-Анджелес), Russian Bazaar (Нью-Йорк), «В Новом Свете» (Нью-Йорк). А также — журналы: Seagull (Балтимор), «Кругозор» (Бостон), и «New Style» (Англия, Лондон).
В 2012 году в США был опубликован научно-фантастический роман Элеоноры Мандалян «Анатомия Зла».
Публикации в сборниках РСП c номинациями на премии и дважды - с выходом в финалисты (Писатель года 2014 и Писатель года 2016), а также -  в Альманахах №№1, 2, 3, 4, 5 русско-американского журнала Seagull ("Чайка").
В 2016—2017 годах полное собрание сочинений Э. А. Мандалян было выпущено в электронных и аудиокнигах, выставленных на продажу во всех крупнейших интернет-магазинах, начиная с Amazon, Google play, LitRes и т.д. ( https://andronum.com/avtory/mandalyan-eleonora/ http://litmir.biz/a/id44811 https://www.soyuz.ru/persons/310594 https://aldebaran.ru/author/mandalyan_yeleonora/)

## Достижения
- Кандидат педагогических наук
- Член Союза писателей СССР
- Член Союза журналистов СССР
- Член Союза художников СССР
- Член Российского союза писателей (РСП)
- В списке Избранных персоналий Армении Э. А. Мандалян под номером 74
- Э. А. Мандалян финалист премий «Писатель года 2014» и "Писатель года 2016", с публикацией в соответствующих  альманахах.